# Folco de Baroncelli

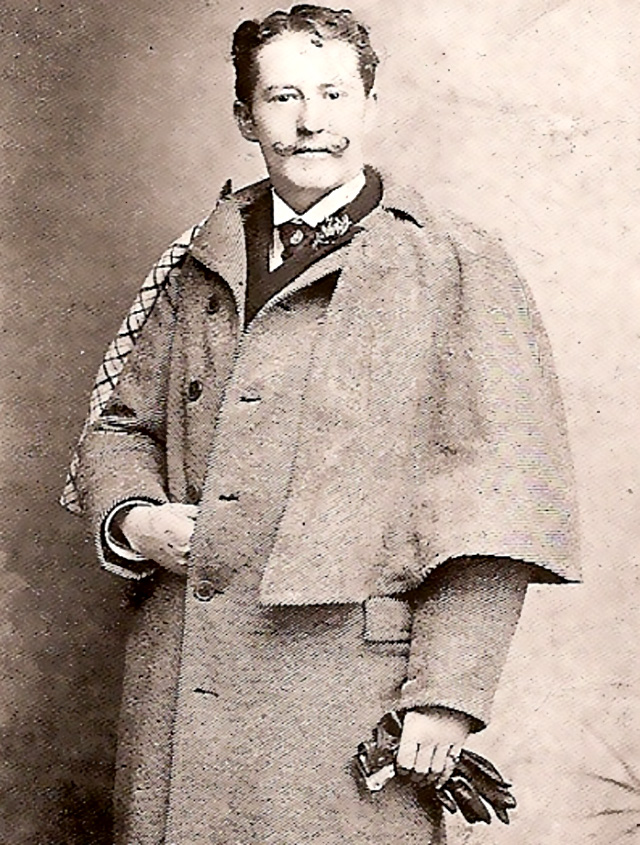
Folco de Baroncelli 1906

Folco de Baroncelli (* 1. November 1869 in Aix-en-Provence; † 15. Dezember 1943 in Avignon) war ein französischer Gardian und Dichter okzitanischer Sprache. Er gilt als der „Erfinder“ der Camargue.

## Leben und Werk
Folco de Baroncelli (auch: Baroncelli-Javon) entstammte einer im 15. Jahrhundert aus der Toskana zugewanderten südfranzösischen Adelsfamilie. Er war zeit seines Lebens als „Marqués“ (Marquis) bekannt, wenn auch die Übertragung dieses Titels an die Familie nie nachgewiesen werden konnte. Er war der ältere Bruder des Filmregisseurs Jacques de Baroncelli und der Schwager des Malers Georges Dufrénoy.
Folco de Baroncelli wuchs in Nîmes und in Avignon im städtischen Familienbesitz (heute Museum Palais du Roure) auf, verbrachte aber ab 1875 sämtliche Ferien bei seiner Großmutter im Schloss Bello-Costo bei Bouillargues, wo er frühzeitig mit der Stier- und Pferdezucht in Berührung kam. Er besuchte Schulen in Nîmes und Avignon und lernte Frédéric Mistral und Joseph Roumanille kennen, dessen Buchhandlung in der unmittelbaren Nachbarschaft des Elternhauses lag. Ab 1887 veröffentlichte er Dichtung in neuprovenzalischer Sprache. Mistral machte ihn 1891 zum Mitgründer und Schriftleiter der Zeitschrift Aioli, die bis 1899 in 324 Nummern erschien.

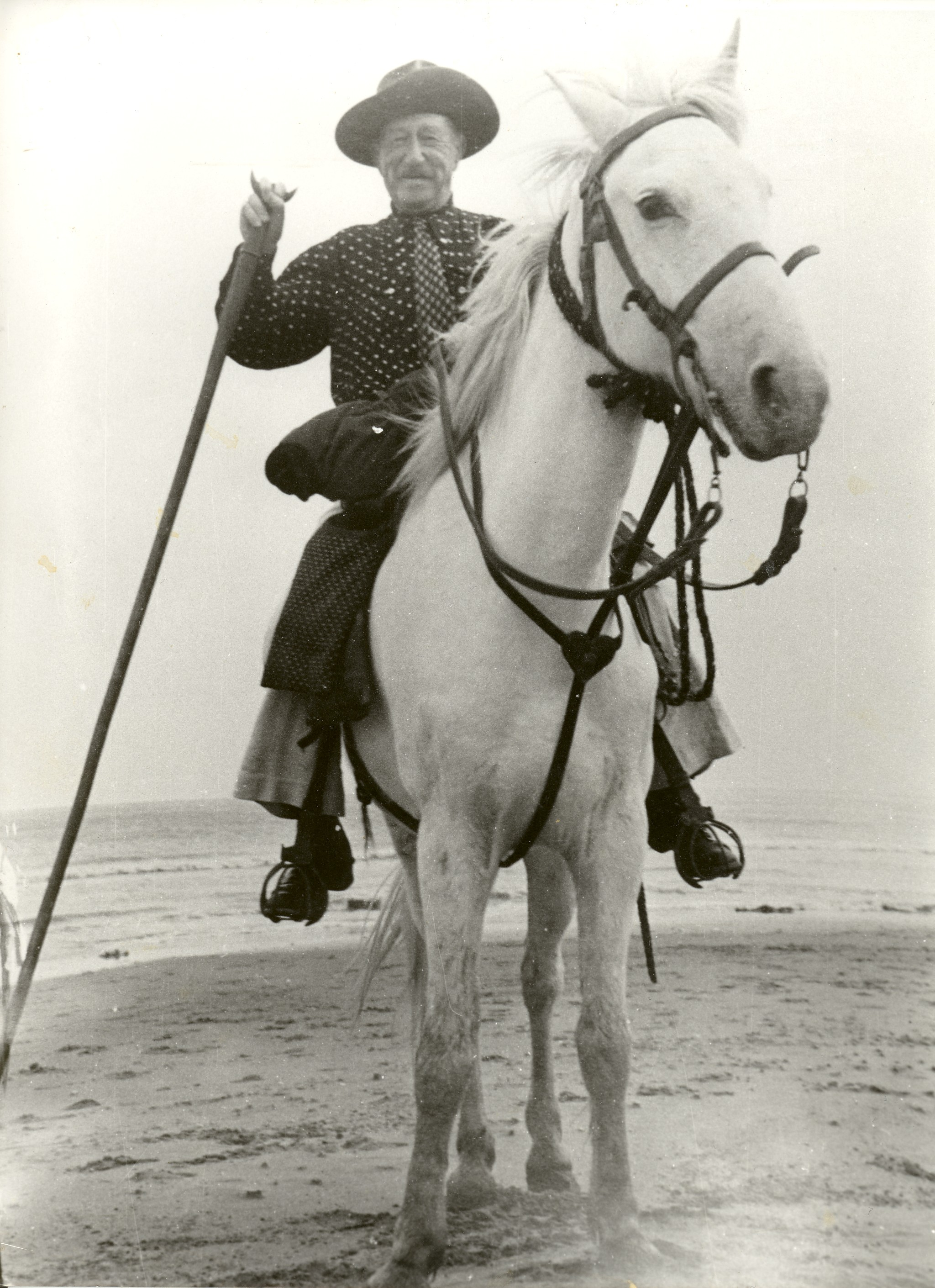
Folco de Baroncelli als Gardian

1895 verkaufte er seinen Besitz, heiratete und ließ sich 1900 mit Familie bei dem Ort Saintes-Maries-de-la-Mer im Hof Mas de l’Amarée nieder, um unter schwierigen Bedingungen das entsagungsvolle Leben eines Gardian (Stier- und Pferdezüchter) zu führen. Mit diesem Akt gelebter Utopie aus regionalistischem Idealismus begann die Schaffung des Mythos einer Landschaft, der Camargue, die vom unbeachteten, unfruchtbaren, verlorenen Fleckchen Erde zu dem heutigen Stern des Tourismus aufstieg, ohne ihre Ursprünglichkeit zu verlieren. Eine wichtige Rolle spielte dabei, dass Baroncelli 1905 Buffalo Bill begegnete und von ihm lernte, wie man volkstümliche Gebräuche publikumswirksam inszeniert. Er gründete 1909 die Gardian-Gemeinschaft Nacioun Gardian und trat mit ihr als eine Art wandernder Freizeitpark erfolgreich bei den jährlichen Festspielen in Arles, Nîmes und zahlreichen anderen Städten (einschließlich Lyon und Genf) auf. Lafont/Anatole sprachen von einer "banalen touristischen Folklorisierung".
1931 musste Baroncelli seinen Mas de l’Amarée (der von Bernard de Montaut-Manse übernommen wurde) aus Geldmangel verlassen und in den neuen Mas dou Simbèu umziehen, wo er 1936 Witwer wurde. Die deutschen Besatzer beschlagnahmten im November 1942 sein Haus. Man ließ ihm nur ein Zimmer mit Küche. Im Februar 1943 wechselte er nach Saintes-Maries-de-la-Mer und im September 1943, bereits erkrankt, nach Avignon, wo er im Dezember im Alter von 74 Jahren starb.
Seine lebenslange Bemühung um die Erhaltung der Camargue als Naturreservat durch Abwehr aller Versuche einer Trockenlegung (zur landwirtschaftlichen Nutzung) mündeten 1970 postum  in die Schaffung des Regionalen Naturparks Camargue.
Baroncelli war von 1905 bis 1926 Majoral (Akademiemitglied) des Félibrige.
Er zeigte besonderes Engagement für verfolgte Minderheiten, die Indianer Nordamerikas, die Buren sowie die Zigeuner.

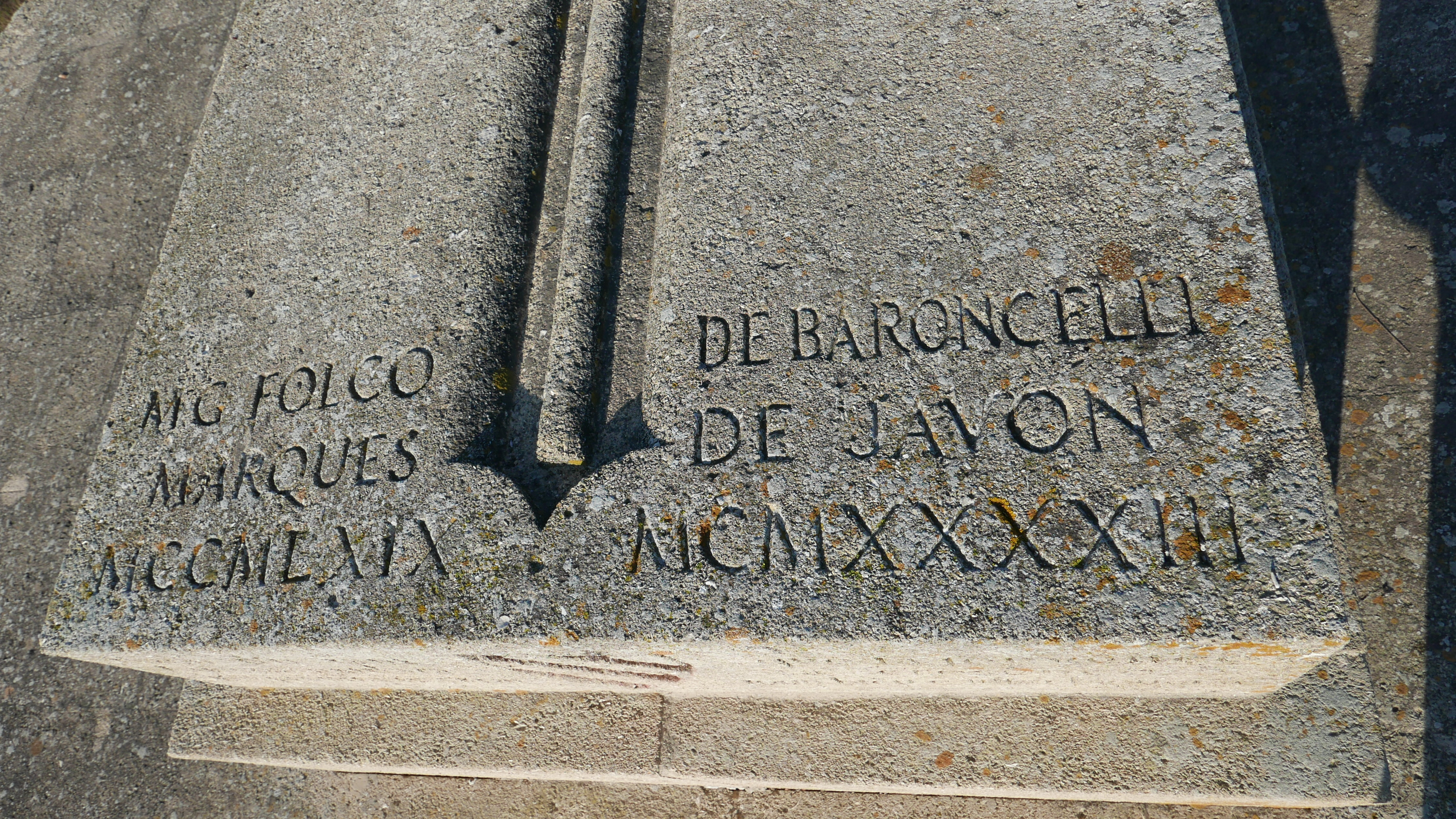
Grabdenkmal Folco de Baroncelli in Saintes-Maries-de-la-Mer

Sein Grabdenkmal befindet sich in Saintes-Maries-de-la-Mer. In Avignon, Le Grau-du-Roi und andernorts sind Straßen nach ihm benannt.

## Werke (Auswahl)
- Babali. Nouvello prouvençalo. Emé la traducioun en francés. J. Roumanille, Avignon 1890. A. Lemerre, Paris 1910 (Vorwort von Frédéric Mistral). Aucèu libre, Paris 2004. Lacour, Nîmes 2018. (zweisprachig)
- Blad de luno. Recuei de pouësio prouvençalo, emé la traducioun en francès. A. Lemerre, Paris 1909. (Vorwort von Frédéric Mistral)
- Les Bohémiens des Saintes-Maries-de-la-Mer. A. Lemerre, Paris 1910.
- Souto la tiara d'Avignoun. Sous la tiare d'Avignon. Récits papalins et camarguais. Bibliophiles du Roure, Avignon 1935.
- Pouemo chausi. Hrsg. Michel Courty. Astrado, Berre-l'Étang 1994.
- Raconte camarguenco. Aucèu libre, Paris 2003. (Vorwort von Denys Colomb de Daunant)
- Raconte avignounen. Aucèu libre, Paris 2006.
- L'élevage en Camargue. Le taureau. Aucèu libre, Paris 2007. (ursprünglich 1931)